# Márkus László (színművész)

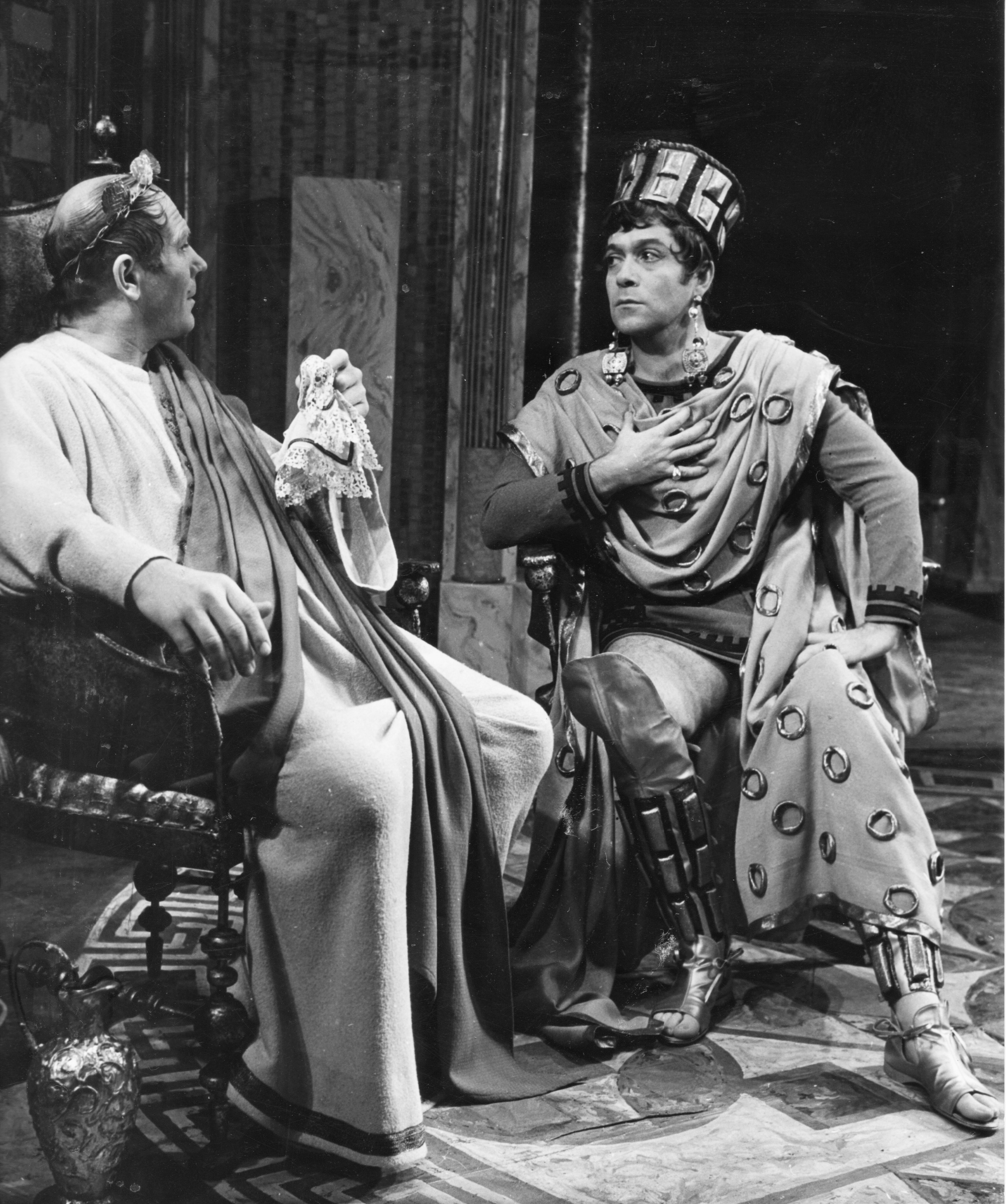
Pécsi Sándor (balra) és Márkus László (jobbra) Friedrich Dürrenmatt: A nagy Romulus című darabjának előadásán (1968)

Márkus László (Budapest, 1927. június 10. – Budapest, 1985. december 30.) Kossuth- és háromszoros Jászai Mari-díjas magyar színművész, érdemes és kiváló művész.

## Pályafutása és művészete

### Családja
1927-ben Budapesten született. Édesapja Márkus Endre (1900) magánhivatalnok, egy gazdag budapesti bankárcsalád legifjabb tagja, a Sylvania Fakereskedelmi Részvénytársaság cégvezetője. Édesanyja Fleischmann Margit (1902–1993), pozsonyi zsidó kereskedőcsalád gyermeke. A szülők 1926. március 18-án kötöttek házasságot Budapesten. Apai nagyszülei Márkus Ödön és Schwarcenberg Szeréna, anyai nagyszülei Fleischmann Simon és Spiegel Róza voltak.

### Élete
Márkus Endre feleségével és fiával előbb az Andrássy úton, majd a Katona József utcában lakott egy nagy polgári lakásban. A cselédeken kívül alkalmaztak egy úgy nevezett Fräuleint is, akitől Márkus László megtanult németül. Szülei 12 év házasság után, 1938-ban elváltak.
Már elemi iskolás korától kezdve gyakran ücsörgött az iskola helyett inkább mozikban, nem is volt jó tanuló. 1934–1945 között tanulmányait több különböző intézményben folytatta. A középiskolát 10 évesen a Berzsenyi Dániel Gimnáziumban kezdte, innen egy év után eltanácsolták, akkor került a kaposvári Gróf Tisza István Református Gimnáziumba. Első teátrumi élményét Lakner Bácsi Gyermekszínháza jelentette, ahová szereplőnek is jelentkezett, de a lámpaláztól alig tudott megszólalni. A nyilasuralom alatt édesanyjával származásuk miatt — állítása szerint — összesen tizenkétszer a Dunához vezényelték, szerencsével azonban mindig megmenekültek. A háború végén elköltözött édesapjához Szegedre, hogy ott fejezze be a gimnáziumot. Végül jól fizetett magántanárok vizsgáztatták le a hetedik, nyolcadik osztály anyagából. 1945-ben Szegeden Lehotay Árpád magántanítványa lett. Az év december 22-én Zilahy Lajos A tizenkettedik óra című darabjában lépett először színpadra a Szegedi Nemzeti Színházban. Később alakította Arzént Molnár Ferenc A hattyú című darabjában, valamint a hóhért Az ördög cimborájában. 
Édesanyja 1946-ban feleségül ment Fráter Gedeonhoz, az Operaház karnagyához, akit Márkus László apjaként szeretett. Később, kapcsolatai révén, ő maga is sokat segítette fiát a színművészeti főiskolára való bejutásért. 1947–1951 között a Színház- és Filmművészeti Főiskola hallgatója volt, ahol Lehotay Árpád volt az osztályfőnöke. Negyedéves vizsgaelőadását 1951 júniusára hirdették meg: a Major Tamás rendezte Úrhatnám polgárban játszotta volna Jourdain urat, azonban néhány nappal a bemutató előtt őt és fakereskedő-malomtulajdonos édesapját a rendőrök a Békés megyei Okány községbe telepítették ki, ahol tíz napig arisztokraták, polgári értelmiségiek társaságában kapálta a cukorrépát. Major Tamás közbenjárására térhettek vissza a fővárosba. 1951-ben megszerezte színész diplomáját. Ezután behívták katonának, de mivel hirtelen rosszullétei és súlyosabb kórok tünetei miatt a szolgálat nehezebb részeit nem kellett teljesítenie. Hotti Éva ajánlotta be Márkust Téri Árpádnak a debreceni Csokonai Színházba, ahol 1951. november 1-vel szerződtették. 1956-ban nyerte el első Jászai Mari-díját a Hamlet Claudius szerepéért. 1956. október 23-ára Goldoni Két úr szolgája c. darabjának főpróbáját tűzték ki, a nézőtér azonban üres maradt a forradalom miatt, amiért Márkus felháborodott. „Őrjöngtem. Egyesek csitítgattak, hogy mit képzelek, amikor forradalom van, én meg hisztizek egy szerep miatt. Meg voltam sértődve! Ne vessen meg ezért senki. Engem az érdekelt, hogy tele legyen a nézőtér és tapsoljanak a sikeres alakításomnak.”
1957-től haláláig a fővárosi Madách Színház tagja volt. A színpadon túli világban Kiss Manyit és Pécsi Sándort mondta barátjának, akik komédiás lényükkel egyben színészi bálványai voltak. Miközben sok kolléga került közel a szívéhez, köztük Körmendi János, Almási Éva, Domján Edit, Gábor Miklós vagy Sztankay István. Kiss és Pécsi halála után Márkus Lászlónak már csak édesanyjával maradt mély kapcsolatban, bár ezt szüntelen viták fűszerezték. Külön lakásban, de egymáshoz közel laktak.
Különcségeit – gyűrűk, parfümök, sztárallűrök – bátran vállalta, pályatársai így szerették. Sokat költött magára és szeretteire. Karácsonykor még a színház kazánfűtőjének is ajándékot vett. 1975 őszén mutatkoztak rajta először a leukémia tünetei. 1982-ben megműtötték, ezután másfél évre elhagyta a színpadot, és a kezelések hatására látszólag felgyógyult és újra játszott. 1983-ban megkapta a Kossuth-díjat, rá egy évre jelent meg Harangozó Márta vele készített interjúkötete. 1985. december 30-án, a szilveszteri tévéműsor próbafelvétele után, öltözőjében szívrohamot kapott és elhunyt.

### Márkus László, a színész
Sokoldalú, rendkívül tehetséges művész volt. Jellegzetes humorát bohózatokban, vígjátékokban mutatta meg, de mély jellemláttató képessége a drámai szerepekben is utánozhatatlanul érvényesült. Maga is elismerte, hogy saját külön világában él, önző és magának való, de nem korlátolt. Emlékezetes figurákat teremtett Molnár Ferenc, William Shakespeare és Molière darabjaiban. Számtalan film- és televíziós szerep, rádiófelvétel őrzi munkáját. Filmen először az Ütközet békében című 1951-es alkotásban tűnt fel, majd olyan klasszikusokkal folytatta, mint a Két félidő a pokolban, A tizedes meg a többiek, a Régi idők focija vagy Az ötödik pecsét Király Lászlója. Utóbbi produkcióban Latinovits Zoltán és Őze Lajos partnereként alkotott maradandót. Emlékezetes alakítása a Meztelen diplomata (1963) főszerepe.

## Szerepei

### Színpadi alakításai
- Achard: A bolond lány... Sévigné

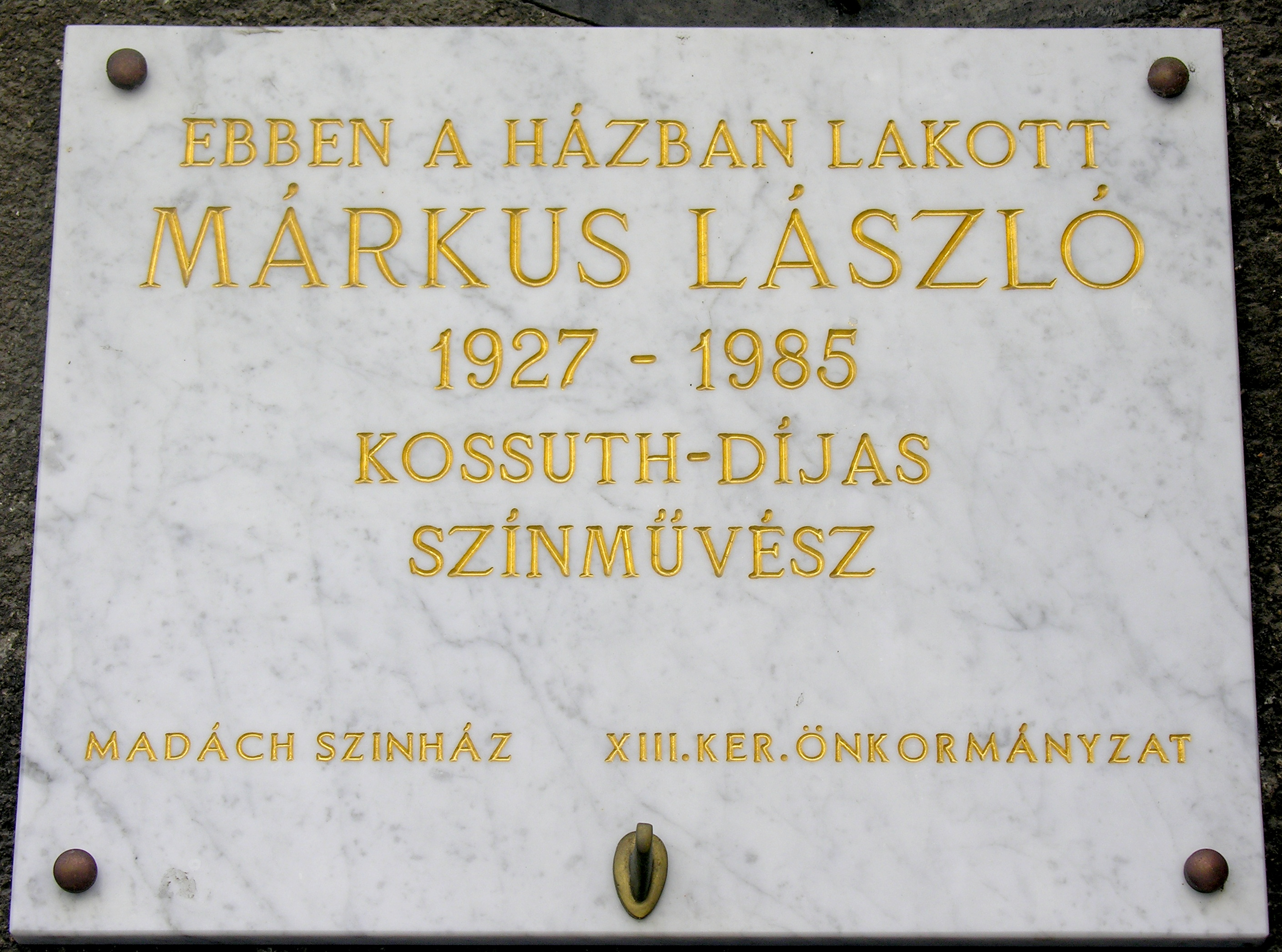
Márkus László emléktáblája egykori lakhelyén, a Csanády utca 12/a alatt

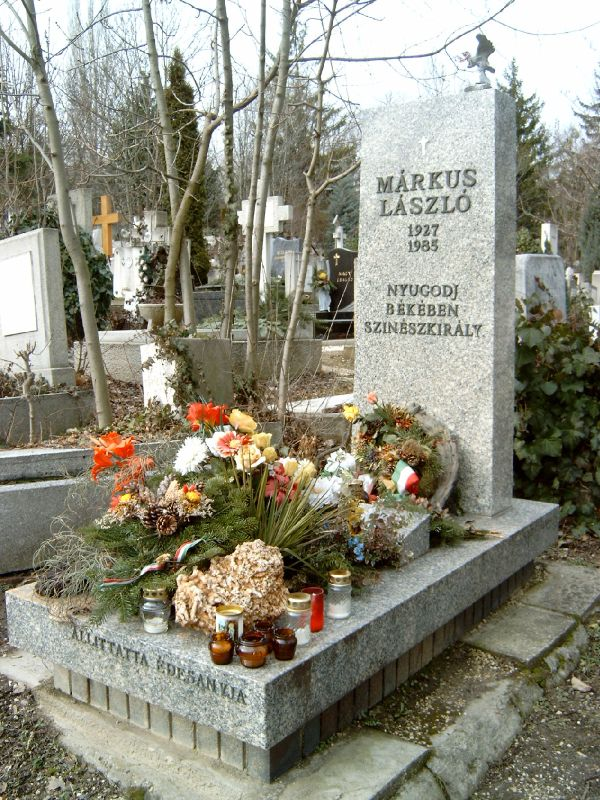
Márkus László sírja, felirata: „Nyugodj békében színészkirály”
(Budapest, Farkasréti temető: 22-1-196.)

- Beaumarchais: Figaro házassága... Don Basilio
- Brecht: Koldusopera... Tigris Brown
- Brecht: Kurázsi mama... első verbuváló
- Brecht: Kaukázusi krétakör... kövér herceg
- Csehov: Cseresznyéskert... Piscsik
- Csehov: Három nővér... Kuligin
- Csehov: Jubileum... Kuzma Nyikolajevics Hirin, a hajlott korú bankkönyvelő
- Dürrenmatt: A nagy Romulus... Romulus
- Gogol: A revizor... Hlesztakov
- Gorkij: Nyaralók... Szuszlov
- Gorkij: Éjjeli menedékhely... báró
- Hubay Miklós: Néró játszik... Néró (a szerző az ő számára írta a darabot)
- Hubay Miklós – Vas István – Ránki György: Egy szerelem három éjszakája... Viktor
- Victor Hugo: Királyasszony lovagja... lakáj
- Huszka Jenő: Gül Baba... Zülfikár
- Kálmán Imre: Csárdáskirálynő... Bóni
- Lengyel Menyhért: A waterlooi csata... Romberger, az igazgató
- Mérimée: A művésznő hintaja... alkirály
- Molière: Tudós nők... Trissotin
- Molière: Tartuffe... Orgon
- Molière: Fösvény... Harpagon
- Molnár Ferenc: A hattyú... Albert herceg
- Molnár Ferenc: Olympia... Krehl csendőr alezredes
- Molnár Ferenc: Előjáték Lear királyhoz... dr. Ernő Géza, egyetemi magántanár
- Molnár Ferenc: Játék a kastélyban... Turai
- Molnár Ferenc: Egy, kettő, három... Norrison
- Molnár Ferenc: Ibolya... Színigazgató
- Molnár Ferenc: A doktor úr... dr. Sárkány
- Polgár András: Töltsön egy estét a Fehér rózsában... Kalivoda
- Shaffer: Black Comedy... Brindsley Miller
- Shakespeare : Othello... Rodrigo
- Shakespeare: Hamlet... Claudius
- Shakespeare: Rómeó és Júlia... Benvolio
- Shakespeare: A vihar... Kapitány ill. Kormányos (Szeged); Stephano (Madách Színház)
- Shakespeare: III. Richárd... Buckingham
- Shakespeare: Ahogy tetszik... Jacques
- Shaw: Az ördög cimborája... Christy
- Shaw: Szent Johanna... Warwick grófja
- Shaw: Warrenné mestersége... Crofts
- Szabó Magda: Régimódi történet... Jablonczay Kálmán
- Szakonyi Károly: Adáshiba; vendégként a Játékszínben... Bódog
- Szolovjov: Csendháborítók... Bokharai emír

### Játékfilmek
- Ütközet békében (1951) – Dániel
- Az élet hídja (1955)
- Bakaruhában (1957) – Újságíró
- Éjfélkor (1957) – Mozi üzemvezető
- Pusztai ítélet (1957)
- A fekete szem éjszakája (1958) – Bertin
- Szent Péter esernyője (1958) – A polgármester rokona
- Vasvirág (1958) – Kirakatrendező
- A megfelelő ember (1959)
- Álmatlan évek (1959)
- Égrenyíló ablak (1959)
- Kard és kocka (1959)
- Szombattól hétfőig (1959) – Pócsi
- A Noszty fiú esete Tóth Marival (1960) – Katonatiszt
- Alázatosan jelentem (1960)
- Az arcnélküli város (1960) – Grabinszky Pipi
- Fapados szerelem (1960) – Márton igazgató
- Három csillag (1960) – Káplár
- Mikszáth életútján (1960, rövidfilm)
- Rangon alul (1960) – Kovács Zsombor, a villámhárító
- Egy régi villamos (1961)
- Házasságból elégséges (1961) – Zsiga
- Két félidő a pokolban (1961) – Pogány
- Az utolsó vacsora (1962)
- Csudapest (1962) – Tibor
- Mindenki ártatlan? (1962) – A szakállas
- Pirosbetűs hétköznapok (1962) – Szalóky
- Dióbél királyfi (1963, animációs rövidfilm) – Telezsák királyfi (hang)
- Meztelen diplomata (1963) – Félix
- A kőszívű ember fiai 1-2. (1964) – Osztrák törzstiszt
- A pénzcsináló (1964) – Nemere Ubul
- Másfél millió (1964) – Göndör
- A tizedes meg a többiek (1965) – SS-Obersturmführer
- Háry János (1965) – Ebelasztin báró (Kodály daljátékának filmváltozatában)
- Játék a múzeumban (1965)
- …és akkor a pasas (1966) – Charlie
- Az első esztendő (1966) – Hansági
- Egy magyar nábob (1966) – Lord Darlington
- Ketten haltak meg (1966) – Hétfő
- Változó felhőzet (1966) – Kollár szobrász
- A múmia közbeszól (1967) – Szőke szakállas (1001-es)
- Az özvegy és a százados (1967) – Gondnok
- Nem várok holnapig… (1967) – Főpincér / Vendéglős / Szállodatulajdonos / Szökött
- Egri csillagok 1-2. (1968) – Török főúr
- Mi lesz veled Eszterke? (1968) – Neszveda Béla
- A gyilkos a házban van (1970) – Dr. Szilágyi János
- Csak egy telefon (1970) – Rábel
- Szerelmi álmok – Liszt 1-2. (1970, magyar–szovjet film) – Herceg
- Hahó, Öcsi! (1971) – Kököjszi (hang)
- Lányarcok tükörben (1972) – Vera édesapja
- Csínom Palkó (1973) – Koháry gróf
- Régi idők focija (1973) – Türner Pipi
- Az ötödik pecsét (1976) – Király László
- Fekete gyémántok 1-2. (1976) – Fromm
- Kísértet Lublón (1976) – Lubomirszky Tivadar
- Defekt (1977) – A férfi
- Doktor Senki (1977) – Prokesch
- Kísértés (1977) – Detektívfelügyelő
- BÚÉK! (1978) – Szabó, a minisztériumi felettes
- Dóra jelenti (1978) – Stemmer felügyelő
- Krétakör (1978)
- Mednyánszky (1978) – Párizsi giccs-festő
- Csontváry (1980) – Egy úr
- Kojak Budapesten (1980) – Billy
- Psyché 1-2. (1980) – Országgyűlési képviselő II.
- A zsarnok szíve, avagy Boccaccio Magyarországon (1981) – Az érsek
- Fogadó az „Örök világossághoz” (1981) – A titkosrendőr
- A névtelen vár (1982) – Combray márki
- Első kétszáz évem (1985) – Krausz
- Tizenötezer pengő jutalom (1985) – Bíró

### Tévéfilmek
- A nagy ékszerész (1959)
- A tartalékos vőlegény (1959) – A patikussegéd
- Gertrud a nevelőnő, avagy a boldogság jutalma (1961) – Ronald
- Csudapest (1962) – Tibor
- És Ön mit tud? (1962)
- Éjszaka is kézbesítendő (1963) – Postai hivatalnok
- Epeios akció (1963) – Menelaos
- Slágermúzeum (1963)
- Kártyások (1964) – Iharev
- Két találkozás (1964) – Városházi titkár
- Mici néni harmadik élete (1964)
- Öröklakás (1964)
- Róka fogta csuka (1965) – Luigi
- Tóbiás és a többiek (1965) – Wooster Bertie
- Én, Strasznov Ignác, a szélhámos (1966) – Mikola Menyhért nyomozó
- Közbejött apróság (1966)
- Nem vagyunk angyalok (1966) – András György
- Tánckongresszus (1966) – A kongresszus elnöke
- A nagy kombinátor (1967) – Osztap Bender
- Könnyű kis gyilkosság (1967) – Davidson
- Társasjáték (1967) – Rosenzopf százados
- A bíró és a hóhér (1968) – Tschanz nyomozó
- A Hanákné ügy (1968) – Rudi úr
- A sofőr visszatér (1968)
- Bolondgombák (1968)
- Szomorú Szerelmesek Szanatóriuma (1968)
- Valaki csenget (1968) – Bandi
- 7 kérdés a szerelemről (és 3 alkérdés) (1969) – Ernő
- Egyszerű kis ügy (1969)
- Mai módra (1969)
- Régi nyár (1969) svéd–magyar tévéfilm – Tihanyi, zeneszerző
- VII. Olivér (1969)
- Egy esküdtszéki tárgyalás (1970) – A bölcs bíró
- Esküdtszéki tárgyalás zenében elbeszélve (1970)
- Feleségem hagyatéka (1970) – Piquoisseau
- Gőz (1970)
- Miért is mentem hozzád feleségül? (1970) – Kerekes
- Pesti erkölcsök (1970) – Doktor / A tapintatlan / Férj
- Üvegkalitka (1970) – Iván
- Régi idők mozija (1971)
- Az 1001. kilométer (1972) – Filmrendező
- A főnök (1972)
- A megjavult adófelügyelő és más történetek (1972)
- Cézár és Cecília (1972) – Galgóci
- Egy óra, három arc (1972)
- Kiskirályok 1-2. (1972) – Golov bár
- Öt férfi komoly szándékkal (1972)
- Zenés TV Színház (1972-1985)
  - Bob herceg (1972) – Plumpudding, a gazdag borbély
  - Csínom Palkó (1973)
  - Lili bárónő (1975) – Malomszegi báró
  - A csendháborító (1976) – Bokharai emír
  - A szabin nők elrablása (1976) – Bányai Márton tanár
  - Maya (1978) – Bambó
  - Mi muzsikus lelkek (1981) – Zerkovitz, Béla
  - Éjféli operabemutató (1985) – Andalúz Viktor zeneszerző
- A hőspincér (1973)
- A bohóc felesége (1974) – Dr. Márfy
- Asszony a viharban (1974) – Főtanácsos
- Az ozorai példa (1974) – Herceg
- Családi dráma (1974) – Csobáncz Endre
- Nandu (1974) – Titkár
- Richard Waverly pere (1974)
- János király (1975) – Fülöp
- Szépség Háza (1975) – Ősze kartárs, a főhatóság képviseletében
- Tornyot választok (1975) – Basirius - angol apátpap - professzor
- Ügyes ügyek (1975) – Magas Személyiség
- Világok boltja (1975) – Wayne
- Egy értekezlet jegyzőkönyve (1976)
- Forduljon Psmithhez (1976) – Baxter
- Isten veled atomkor (1976)
- Lángelmék a szigeten (1976) – Guszti
- Lincoln Ábrahám álmai (1976)
- Második otthonunk – 1. rész:  A bíróság (1976) tévéfilm
- Muzsika az éjszakában (1976) – Polgármester
- A tanítvány (1977)
- A miniszterelnök (1978) – Dani
- A kisfiú meg az oroszlánok (1979) – Papa
- A korona aranyból van (1979) – Mailland, Skócia államtitkára
- A Zebegényiek (1979) – A buta Zebegényi
- Ítélet nélkül (1979) – Dr. Kollár Jenő
- Szávitri, az asszonyi hűség dicsérete (1979) – Visnu isten
- Gyilkosság a 31. emeleten (1980) – Jensen felügyelő
- Nők apróban (1980) – Pszichológus
- A farkas (1981) – Dr. Kelemen
- A száztizenegyes (1981)
- Gyilkosság a 31. emeleten (1981) – Jensen felügyelő
- Hogyan csináljunk karriert? (1981) – Mamajev, gazdag úr
- A waterlooi csata (1982) – Romberger
- Amiről a pesti Broadway mesél (1982)
- Irány Caracas (1982) – Elemér bácsi
- Nőuralom (1982)
- Pygmalion tévéfilm (1983) – Pickering
- Kaviár és lencse (1984) – Báró
- A kertész kutyája (1985)
- Krízis (1985)

### Tévésorozatok
- A százegyedik szenátor 1-3. (1967) – Cullander, F.B.I. nyomozó
- Rémusz bácsi meséi (1967) televíziós bábfilmsorozat – Nyúl (hang)
- A 0416-os szökevény (1969) – Pearl Gay (James Pearl Ray)
- Nyomozók társasága 1-13. (1969) francia–japán–kanadai–magyar–NSZK televíziós sorozat
- Kukori és Kotkoda (1970-1971) sz. televíziós rajzfilmsorozat – Kukori (hang)
- Egy óra múlva itt vagyok… (1971) – Podweisz Elek gróf
- Pirx kalandjai (1972) – Achanian százados
- Sólyom a sasfészekben (1973) – Viola páter
- Felelet 1-8. (1975) – Grüner báró / Gróner báró
- A bunker (film, 1978) (1977) – Taylor
- Petőfi (1977) – A köpcös
- Dániel (1978)
- Küszöbök (1979)
- Vackor az első bében (1985) televíziós papírkivágásos sorozat – Mesélő (hang)

## Szinkronszerepei

### Filmek
| Év   | Cím                                                  | Szereplő                                | Színész              | Szinkron év |
| ---- | ---------------------------------------------------- | --------------------------------------- | -------------------- | ----------- |
| 1939 | Óz, a csodák csodája (első-két magyar szinkron)      | Zeke / Gyáva oroszlán                   | Bert Lahr            | 1960        |
| 1939 | Óz, a csodák csodája (első-két magyar szinkron)      | Zeke / Gyáva oroszlán                   | Bert Lahr            | 1976        |
| 1942 | A gyanú árnyékában (1. magyar szinkron)              | Joseph Newton                           | Henry Travers        | 1984        |
| 1944 | A hetedik kereszt (1. magyar szinkron)               | Dr. Loewenstein                         | Steven Geray         | 1959        |
| 1946 | Lehull az álarc                                      | Michel Lemaret                          | Michel Simon         | 1967        |
| 1947 | Eszményi férj (1. magyar szinkron)                   | N/A                                     | N/A                  | 1962        |
| 1953 | A kapitány paradicsoma                               | N/A                                     | N/A                  | 1962        |
| 1954 | Párizs levegője (1. magyar szinkron)                 | N/A                                     | N/A                  | 1962        |
| 1956 | Svejk, a derék katona                                | Josef Svejk                             | Rudolf Hrušínský     | 1957        |
| 1957 | A spessarti fogadó                                   | Knoll, a rabló                          | Wolfgang Neuss       | 1970        |
| 1957 | Csendes Don (1. magyar szinkron)                     | Mitka Korsunov                          | Borisz Novikov       | 1958        |
| 1957 | Svejk, a derék katona 2.                             | Josef Svejk                             | Rudolf Hrušínský     | 1958        |
| 1958 | Az én drága párom (1. magyar szinkron)               | Jevgenyij Rogyionovics Sztyepanov       | Jurij Medvegyev      | 1959        |
| 1958 | Csillagok                                            | Kurt                                    | Erik S. Klein        | 1959        |
| 1958 | Csodagyerekek                                        | Konferanszié                            | Wolfgang Neuss       | 1959        |
| 1958 | Én és a tábornok (1. magyar szinkron)                | Norman Pitkin / Otto Schreiber tábornok | Norman Wisdom        | 1965        |
| 1958 | Menekülés az árnyéktól                               | Vostry                                  | Bohus Smutný         | 1959        |
| 1958 | Rendkívüli történet                                  | N/A                                     | N/A                  | 1959        |
| 1959 | A béke első napja                                    | Német tiszt                             | Heinz Braun          | 1960        |
| 1959 | Ballada a katonáról                                  | Gavrilkin, őrkatona a vonaton           | Alekszandr Kuznyecov | 1960        |
| 1959 | Foma Gorgyejev (1. magyar szinkron)                  | N/A                                     | N/A                  | 1960        |
| 1959 | Rózsák az államügyésznek                             | Paul, teherautó-sofőr                   | Wolfgang Neuss       | 1960        |
| 1960 | A bérgyilkos (1. magyar szinkron)                    | N/A                                     | N/A                  | 1963        |
| 1960 | A kalandor                                           | St. Auban                               | Ivan Malré           | 1961        |
| 1960 | A kutyás hölgy                                       | Chinovnik                               | Jurij Medvegyev      | 1960        |
| 1960 | Ferrara hosszú éjszakája                             | N/A                                     | N/A                  | 1962        |
| 1960 | Kettétört amulett                                    | Anaximandros                            | Herbert Grünbaum     | 1961        |
| 1961 | A lelkiismeret lázadása                              | Kreisler, Gestapo tiszt                 | Karl-Heinz Schröder  | 1962        |
| 1961 | A szép amerikai                                      | Marcel Perrignon                        | Robert Dhéry         | 1962        |
| 1961 | A világ minden aranya (1. magyar szinkron)           | N/A                                     | N/A                  | 1962        |
| 1961 | Az utolsó ítélet (1. magyar szinkron)                | N/A                                     | Giacomo Furia        | 1963        |
| 1961 | Két élet                                             | N/A                                     | N/A                  | 1961        |
| 1961 | Láng az utcákon                                      | Felszólaló a szakszervezeti gyűlésen    | N/A                  | 1963        |
| 1961 | Malachiás csodája                                    | N/A                                     | N/A                  | 1962        |
| 1961 | Meglepetés a cirkuszban                              | N/A                                     | N/A                  | 1962        |
| 1962 | A prágai tréfacsináló                                | Josef Strašlipka                        | Rudolf Hrušínský     | 1963        |
| 1962 | Gyilkosság Gateway-ben                               | N/A                                     | N/A                  | 1962        |
| 1962 | Mi olaszok és a nők                                  | Nello                                   | Mario De Simone      | 1964        |
| 1963 | 3+2                                                  | N/A                                     | N/A                  | 1964        |
| 1963 | A gyilkos és a lány                                  | Tadeusz Wróblewski, mérnök              | Gustaw Lutkiewicz    | 1963        |
| 1963 | Hogyan lettem vezérigazgató? (1. magyar szinkron)    | Baudu felügyelő                         | Michel Serrault      | 1970        |
| 1963 | Kezek a város felett (1. magyar szinkron)            | ?                                       | ?                    | 1964        |
| 1963 | Maigret felügyelő – IV/4. rész: A Majestic pincéi    | Donge                                   | Ivor Salter          | 1969        |
| 1963 | Méhkirálynő                                          | Riccardo                                | Riccardo Fellini     | 1963        |
| 1964 | Az aranyfej                                          | Lionel Pack, a szakállas                | Buddy Hackett        | 1964        |
| 1964 | Folytassa, Kleo! (1. magyar szinkron)                | ?                                       | ?                    | 1965        |
| 1965 | A hős, aki fél                                       | Honza Vavřinec                          | Rudolf Hrušínský     | 1966        |
| 1965 | Rigócsőr királyfi                                    | N/A                                     | N/A                  | 1968        |
| 1965 | Szerelmi körhinta                                    | Hellberg professzor                     | Heinz Rühmann        | 1968        |
| 1966 | Riporterek gyöngye                                   | R.E. Bartlett őrnagy                    | Dered Bond           | 1979        |
| 1968 | Ivan Makarovics                                      | N/A                                     | N/A                  | 1982        |
| 1968 | Szeszélyes nyár                                      | Antonín Dura                            | Rudolf Hrušínský     | 1969        |
| 1969 | A nagy bankrablás (1. magyar szinkron)               | Pious Blue tisztelendő                  | Zero Mostel          | 1979        |
| 1969 | Kései virágok                                        | Jegoruska                               | Jurij Puzirjov       | 1972        |
| 1970 | Szerelmesek és más idegenek                          | Johnny                                  | Harry Guardino       | 1982        |
| 1972 | Mr. Süket trükkjei (1. magyar szinkron)              | Meyer Meyer nyomozó                     | Jack Weston          | 1982        |
| 1972 | Tizenkét hónap (1. magyar szinkron)                  | ?                                       | ?                    | 1975        |
| 1973 | Botrány a nyaralóban                                 | N/A                                     | N/A                  | 1974        |
| 1973 | Tehetségek és hódolók                                | Iraklij Sztratonics Dulebov             | Nyikolaj Gricenko    | 1977        |
| 1974 | A békesség kora                                      | ?                                       | ?                    | 1976        |
| 1974 | Piedone 2.: Piedone Hongkongban (1. magyar szinkron) | Morabito                                | Renato Scarpa        | 1977        |
| 1976 | A kétbalkezes és az örömlány (1. magyar szinkron)    | Joe Knox                                | Oliver Reed          | 1979        |
| 1977 | Annie Hall                                           | Komikus                                 | Johnny Haymer        | 1980        |
| 1977 | Kétcsillagos szálloda                                | Sam Turner                              | Kenneth More         | 1979        |
| 1977 | Lidércnyomás                                         | Az emberi kapcsolatok rendezője         | Jean Yanne           | 1979        |
| 1978 | Kaliforniai lakosztály                               | Sidney Cochran                          | Michael Caine        | 1980        |
| 1978 | Őrült nők ketrece (1. magyar szinkron)               | Albin Mougeotte / Zaza Napoli           | Michel Serrault      | 1980        |
| 1980 | Őrült nők ketrece 2. (1. magyar szinkron)            | Albin Mougeotte / Zaza Napoli           | Michel Serrault      | 1983        |
| 1981 | A dolgok értelme                                     | Ralph Bonner                            | Alec McCowen         | 1985        |

### Peter Sellers-filmográfia
| Év   | Cím                                                                    | Szereplő                                                                                 | Szinkron év |
| ---- | ---------------------------------------------------------------------- | ---------------------------------------------------------------------------------------- | ----------- |
| 1959 | Diplomácia, óh!                                                        | Amphibulos miniszterelnök                                                                | 1960        |
| 1959 | Az ordító egér (1. magyar szinkron)                                    | Gloriana hercegnő / Miniszter / Tully Bascombe                                           | 1970        |
| 1961 | Csak ketten játszhatják (két-három magyar szinkron)                    | John Lewis                                                                               | 1962        |
| 1961 | Csak ketten játszhatják (két-három magyar szinkron)                    | John Lewis                                                                               | 1970        |
| 1961 | Csak ketten játszhatják (két-három magyar szinkron)                    | John Lewis                                                                               | 1983        |
| 1962 | A törvény balkeze (1. magyar szinkron)                                 | Pearly Gates                                                                             | 1964        |
| 1962 | Torreádor-keringő (1. magyar szinkron)                                 | Leo Fitzjohn tábornok                                                                    | 1966        |
| 1963 | Rózsaszín párduc 1.: A rózsaszín párduc (1. magyar szinkron)           | Jacques Clouseau felügyelő                                                               | 1977        |
| 1965 | Mi újság, cicamica? (1. magyar szinkron)                               | Dr. Fritz Fassbender                                                                     | 1985        |
| 1966 | Elcserélt küldemények                                                  | Dr. Pratt                                                                                | 1983        |
| 1970 | Hoffman úr                                                             | Benjamin Hoffman                                                                         | 1978        |
| 1974 | Puha ágyak, kemény csaták (1. magyar szinkron)                         | Latour tábornok / Robinson őrnagy / Herr Schroeder / Adolf Hitler / Elnök / Kyoto herceg | 1983        |
| 1974 | Rózsaszín párduc 4.: A rózsaszín párduc visszatér (1. magyar szinkron) | Jacques Clouseau felügyelő                                                               | 1983        |
| 1979 | Isten hozta, Mister!                                                   | Chance Kertész                                                                           | 1984        |

### Stan és Pan-filmsorozat
| Év   | Cím                                             | Szereplő                      | Színész     | Szinkron év |
| ---- | ----------------------------------------------- | ----------------------------- | ----------- | ----------- |
| 1929 | Hadfiak                                         | Stan Laurel                   | Stan Laurel | 1980        |
| 1931 | Jótett helyébe…                                 | Stan Laurel                   | Stan Laurel | 1981        |
| 1931 | Kegyelmet kérünk!                               | Stan Laurel                   | Stan Laurel | 1980        |
| 1931 | Kísért a múlt                                   | Stan Laurel                   | Stan Laurel | 1981        |
| 1932 | Gépzongora                                      | Stan Laurel                   | Stan Laurel | 1979        |
| 1932 | Mars!                                           | Stan Laurel                   | Stan Laurel | 1979        |
| 1932 | Stan és Pan, a regiment gyöngyei                | Stan Laurel                   | Stan Laurel | 1981        |
| 1933 | Piszkos munka                                   | Stan Laurel                   | Stan Laurel | 1980        |
| 1933 | Stan és Pan Chicagóban                          | Stan Laurel                   | Stan Laurel | 1980        |
| 1933 | Stan és Pan nősül, avagy az eljátszott esküvő   | Stan Laurel                   | Stan Laurel | 1981        |
| 1934 | Az eleven kísértet                              | Stan Laurel                   | Stan Laurel | 1980        |
| 1935 | Aki másnak licitál, maga esik bele              | Stan Laurel                   | Stan Laurel | 1981        |
| 1935 | Fogat fogért                                    | Stan Laurel                   | Stan Laurel | 1979        |
| 1936 | Rokonok                                         | Stan Laurel                   | Stan Laurel | 1981        |
| 1940 | Stan és Pan, az oxfordi diákok                  | Stan Laurel / Lord Paddington | Stan Laurel | 1981        |
| 1941 | Kétszemélyes nagyzenekar (1. magyar szinkron)   | Stan Laurel                   | Stan Laurel | 1980        |
| 1945 | Stan és Pan, a torreádorok (1. magyar szinkron) | Stan Laurel / Don Sebastian   | Stan Laurel | 1979        |
| 1951 | Stan és Pan: Utópia (1. magyar szinkron)        | Stan Laurel                   | Stan Laurel | 1968        |

### Rajzfilmek
| Év   | Cím                                            | Szereplő     | Szinkronhang    | Szinkron év |
| ---- | ---------------------------------------------- | ------------ | --------------- | ----------- |
| 1937 | Hófehérke és a hét törpe (1. magyar szinkron)  | Vidor        | Otis Harlan     | 1962        |
| 1949 | Hamupipőke                                     | Guszti egér  | Jimmy MacDonald | 1958        |
| 1950 | Bátor Jankó                                    | N/A          | N/A             | 1969        |
| 1958 | Csipkerózsika (1. magyar szinkron)             | Lipót király | Taylor Holmes   | 1961        |
| 1966 | Frédi, a csempész-rendész (1. magyar szinkron) | Kavicsi Béni | Mel Blanc       | 1978        |
| 1975 | Hugó, a víziló                                 | Szultán      | Robert Morley   | 1975        |

### Rajzfilmsorozatok
| Év        | Cím                                           | Szereplő     | Szinkronhang | Szinkron év |
| --------- | --------------------------------------------- | ------------ | ------------ | ----------- |
| 1960-1965 | Frédi és Béni I-V. (1. magyar szinkron)       | Kavicsi Béni | Mel Blanc    | 1967-1980   |
| 1979      | Don Quijote de la Mancha (1. magyar szinkron) | N/A          | N/A          | 1984        |

## Hangjátékok
- Román György: Mint a tenger árja (1949)
- Szimonov, Konsztantin: Orosz kérdés (1949)
- Bokor-Kertész: Vidám brigád (1951)
- Dienes András: Vak Bottyán (1951)
- Szentgyörgyi Elvira: Háráp Álb (1951)
- Szergej Antonov: A béke küldötte (1952)
- Erdődy János: A korona rabszolgái (1957)
- Somogyi Pál: Tűz Kárpátalján (1957)
- Petrolay Margit: A tandíj (1958)
- Sásdi Sándor: Az intéző úr (1959)
- William Shakespeare: Rómeó és Júlia (1961)
- Fésűs Éva: A kíváncsi királykisasszony (1962)
- Passuth László: A holtak nem harapnak (1962)
- Stoenescu-Octavian: Magaviseletből elégtelen (1962)
- Agárdi Péter: Gólyák a tilosban (1964)
- Bárány Tamás: A fiam nem a lányom (1964)
- Csehov, Anton Pavlovics: Platonov szerelmei (1964)
- Egner, Thorbjorn: Három rabló (1964)
- Fáklyavivők - dalok, hősök, emlékek (1964)
- Karinthy Ferenc: Hátország (1964)
- Mirodan, Alain: Lélekfelelős (1964)
- Moldova György: Sötét angyal (1964)
- Móricz Zsigmond: Aranyos öregek (1964)
- Thackeray: A hiúság vására (1964)
- Török Sándor: Április (1964)
- Bokor Péter: Elloptak egy Nobel-díjat (1965)
- Tóth Károly: Claudius, az isten (1965)
- Nusics, Branislav: A gyanús személy (1966)
- Sok a szöveg (1966)
- Hubay Miklós: Néró, a legjobb fiú (1967)
- Kürti András: A Mittalon-ügy (1969)
- Kisfaludy Károly: Kérők (1970)
- Erle Stanley Gardner: A Bedford-gyémántok (1971)
- Feldek, Lubomir: Mindenki királysága (1971)
- Gábor Andor: Dollárpapa (1971)
- Ivan Osztrikov: Repülj, mint a sas! (1971)
- Christie, Agatha: Alibi (1972)
- Plater, Alan: Az a mizé a lépcsőházban (1972)
- Bernard Mazéas: Meleg családi élet Sloop úréknál (1973)
- Karinthy Frigyes: Kiáltvány (1973)
- Karinthy Frigyes: Megélek a levegőből (1973)
- Karinthy Frigyes: Minden másképp van (1973)
- Karinthy Frigyes: Megnyomok egy gombot (1973)
- Mándy Iván: Pesti mozik (1973)
- Mándy Iván: Lépcsőházban (1974)
- Petan, Zarko: A hasonmás (1974)
- Szabó Magda: Tündér Lala (1974)
- Csiky Gergely: Az udvari kalap (1975)
- Görgey Gábor: Komámasszony, hol a stukker? (1975)
- Wasylyk, Stephen: John Smith balesete (1975)
- Dürrenmatt: Késő őszi esti órán (1976)
- Bulgakov, Mihail: A Mester és Margarita (1976)
- A magyar humor és szatíra története: Elvújítók - nyelvújítók (1977)
- Vészi Endre: Nyulacskáim (1977)
- Erich Knight: Gyere haza, Lassie! (1978)
- Corteline, Georges: Első vizit (1979)
- Szabó Magda: Sziget-kék (1979)
- A csizmás kandúr (1981)
- Karc - 1981 december (1981)
- Mezei András: Ló az operában (1981)
- Saint-Exupery: A kis herceg (1981)
- Alice csodaországban
- Naplopó és Lókötő (1982)
- Bárány Boldizsár (1983)
- Békés Pál: Körborz (1985)
- Bakó Ágnes: Misóka (1985)
- Gyárfás Miklós: Becsületének oka ismeretlen (1985)
- Molnár Ferenc: Egy, kettő, három (1986)
- Saint-Exupèry, Antoine de: A kis herceg (1986)

## Díjai, elismerései
- Jászai Mari-díj (1956, 1963, 1972)
- Érdemes művész (1976)
- Kiváló művész (1980)
- Kossuth-díj (1983)